# For the People of the Open Heart
For the People of the Open Heart ist ein Jazzalbum von Steve Swell, Mark Tokar und Klaus Kugel. Die am 21. Februar 2020 im ehemaligen Wohlfahrtsgebäude der Alten Kolonie Eving (Evinger Schloss) in Dortmund entstandenen Aufnahmen erschienen am 7. Juli 2023 auf dem polnischen Label Fundacja Słuchaj.

## Hintergrund
Der amerikanische Posaunist Steve Swell spielte auf dem Album erstmals mit dem deutschen Schlagzeuger Klaus Kugel und mit dem ukrainischen Kontrabassisten Mark Tokar, der ab 2022 aufgrund des Angriffskriegs Russlands gegen die Ukraine sein Instrument gegen ein Gewehr tauschte.

## Titelliste

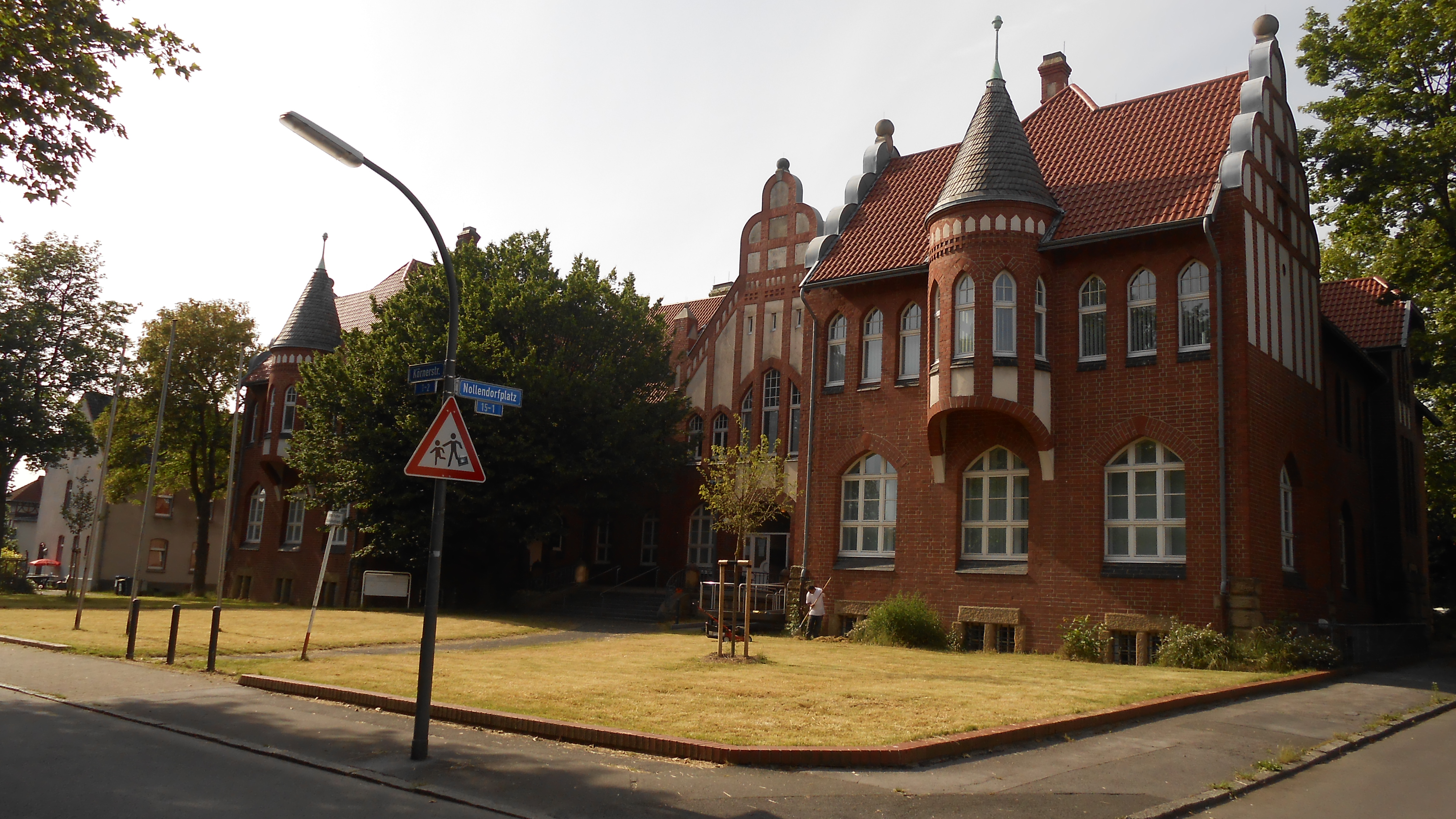
Das ehemalige Wohlfahrtsgebäude Alte Kolonie Eving in Dortmund, Ort der Aufnahme

- Steve Swell / Mark Tokar / Klaus Kugel: For the People of the Open Heart (Fundacja Słuchaj  FSR 08 2023)[1]

1. Let It Grow 11:11
2. Clarion Encounter 6:07
3. Tone Detective 6:35
4. Child’s Play (Steve Swell) 5:54
5. Found Poetry 5:11
6. Other Worlds 7:37
7. For the People of the Open Heart 6:08
8. The Ongoing 5:24
9. FIssures of De-Light 5:03

Wenn nicht anders vermerkt, stammen die Kompositionen von Steve Swell, Mark Tokar und Klaus Kugel.

## Rezeption

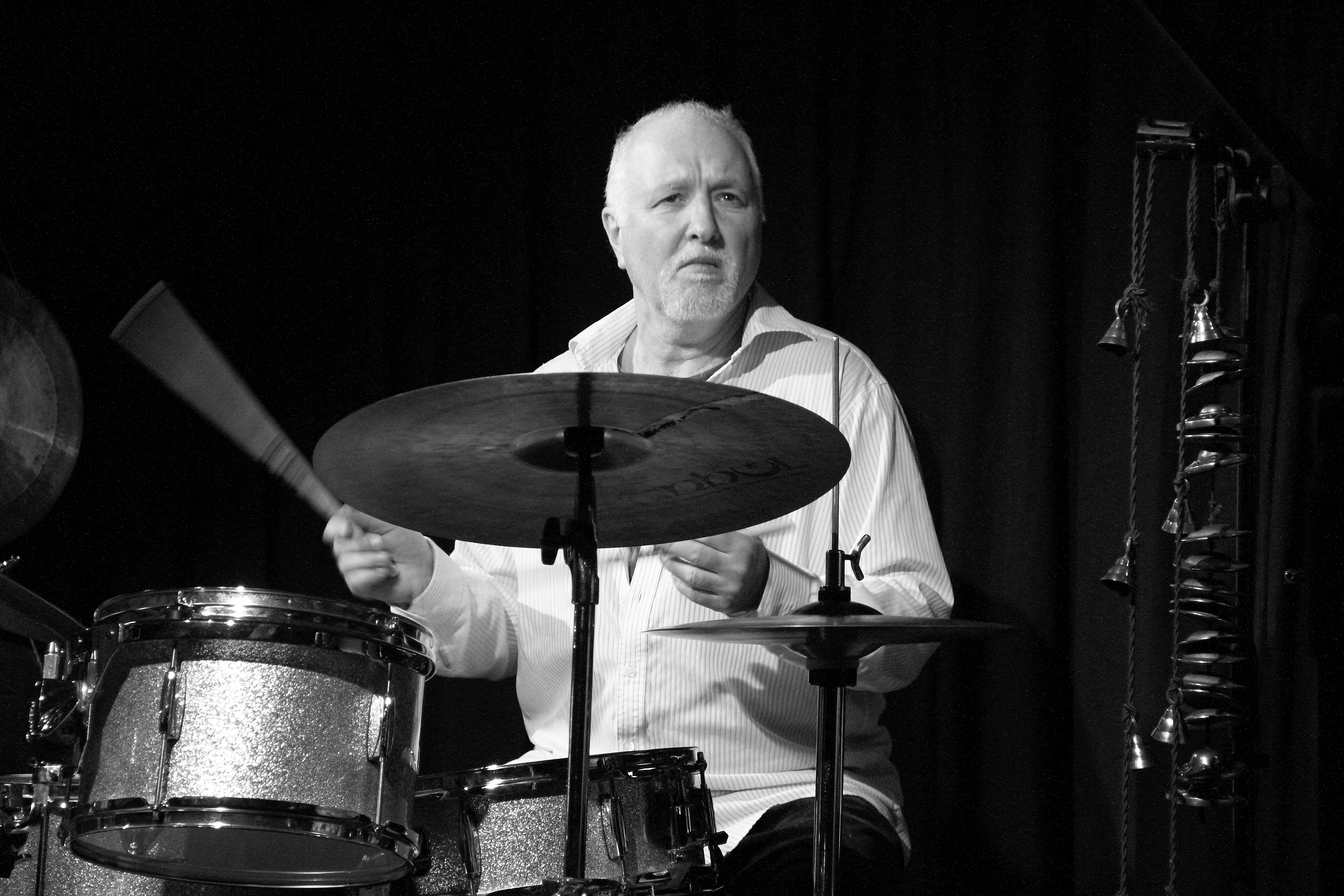
Klaus Kugel (2018)

Nach Ansicht des Autors des Blogs The Cross Pollinator zählt das Album zu den besten Neuveröffentlichungen im Jazz des Juli 2023; die Instrumentierung besteht aus Posaune, Bass und Schlagzeug, wobei hier und da ein paar Pfeifen und Flöten auftauchen. Der Energie[level] sei hoch, aber nicht manisch und ziemlich lebhaft und nicht verzweifelnd. Das Spiel des Trios sei sehr ansprechend mit hochwertigen Improvisationen; es sei eine sehr starke Platte.